# Железничка станица Зајечар
Железничка станица Зајечар је последња станица на прузи Пожаревац—Зајечар и прва на релацији Зајечар—Ниш и Зајечар—Прахово. Налази се насељу Зајечар у Граду Зајечар.